# 荷蘭語文法
荷蘭語語法（Nederlandse grammatica）為基於荷蘭語之語法。在語法的分類上強烈相似於德語語法；同時、在較小的程度上說，亦相似於英語語法。

## 前提討論
元音長度在荷蘭語裏是採用用雙元音和雙輔音的組合拼寫。在討論荷蘭語語法時，從單一字母變為雙字母是常見的，不過它們是完全可預測的，一旦大家知道的拼寫規則是如何運作的。這意味著荷蘭語的拼寫交替不形成語法的一部分，並且它們也不在這裡討論。欲了解更多信息，請參閱荷蘭語正字法(Dutch orthography)。

## 詞序
荷蘭語之詞序主要爲主賓動語序(SOV)。還有一個額外的規則在主要句子上稱之動詞第二順位(V2)，其中移動"有限"(屈折的主題)動詞到句子中的第二個位置上。正因如此，句子只有一個動詞出現在SVO(主謂賓)或VSO(謂主賓)之語序上。
| Jan                  | hielp | zijn moeder |
| 約翰                 | 幫忙  | 他母親      |
| "約翰幫他母親的忙。" |       |             |
| Gisteren                   | hielp | Jan  | zijn moeder |
| 昨天                       | 幫忙  | 約翰 | 他母親      |
| "昨天，約翰幫他母親的忙。" |       |      |             |
然而，任何其它的動詞或動詞分詞被放置在句子尾端以接續SOV語序，表現出的語序為SVOV(V)(V)之中間性的語序…
| Jan                    | wilde | zijn moeder | gaan helpen |
| 約翰                   | 想要  | 他母親      | 幫忙        |
| "約翰想幫他母親的忙。" |       |             |             |
在從句中，則僅為SOV語序。

## 外部連結
- E-ANS: de elektronische ANS （页面存档备份，存于）: elektronische versie van de tweede, herziene editie van de Algemene Nederlandse Spraakkunst (ANS) uit 1997.
- Algemene Nederlandse Spraakkunst （页面存档备份，存于）, a comprehensive grammar of Dutch which is viewable online (in Dutch)
- E-ANS: de elektronische ANS （页面存档备份，存于）: electronic version of the second, revised edition of the Algemene Nederlandse Spraakkunst (ANS) from 1997.
- Beginning Learner's Grammar of Dutch (UCL)
- Advanced Learner's Grammar of Dutch (UCL)
- www.dutchgrammar.com （页面存档备份，存于）
- Dutch Flashcards （页面存档备份，存于）
- 荷蘭語文法線上教學 （页面存档备份，存于）
- 荷蘭語語法
- 荷兰语学习